# Семёнова, Анна Тарасовна
Анна Тарасовна Семёнова (8 ноября 1919 д. Колесники (Монастырщинский район), Краснинский уезд, Смоленская губерния, РСФСР — 21 марта 2005 — Санкт-Петербург, Россия) — участница Великой Отечественной войны, воевала в ополчении на Ленинградском фронте, Герой Социалистического Труда (21.07.1966).

## Биография
Родилась 8 ноября 1919 года в деревне Колесники Красинского уезда Смоленской губернии в крестьянской семье. Училась в семилетний школе, работала на колхозе.
В 1935 году начала трудовую деятельность домработницей. В 1937 году устроилась на работу на завод электро-газовых приборов в Ленинграде (ныне Санкт-Петербург). В 1939 году избрана освобождённым секретарём комсомольской организации завода.
В 1941 году ушла на фронт. Служила в составе 1-го стрелкового отряда 3-й дивизии народного ополчения на Ленинградском фронте. В бою получила ранение. После поправки работала санитаром, вынося раненых солдат с поля боя, на котором получила второе ранение. Воевала на 1-м Прибалтийском фронте. Награждена медалью «За боевые заслуги». В 1943 году член партии ВКП(б)/КПСС.
После войны вернулась в Ленинград, где работала на хлебозаводе «Красный пекарь».
Указом Президиума Верховного Совета СССР от 21 июля 1966 года Семёновой Анне Тарасовне присвоено звание Героя Социалистического Труда с вручением ордена Ленина и золотой медали «Серп и Молот».
Жила и работала в Ленинграде (ныне Санкт-Петербург). Умерла в 2005 году, похоронена на Серафимовском кладбище.
Избиралась делегатом Ленинградского городского Совета.

## Награды
- Герой Социалистического Труда (21.07.1966);
- Орден Ленина (21.07.1966);
- Орден Отечественной войны II степени (11.03.1985)[2];
- Медаль «За боевые заслуги».